# Charles Frederick Briggs
Charles Frederick Briggs (30 de dezembro de 1804 - 20 de junho de 1877), também conhecido como C. F. Briggs, foi um jornalista, autor e editor americano, nascido em Nantucket, Massachusetts. Ele também era conhecido pelo pseudônimo de "Harry Franco", tendo escrito The Adventures of Harry Franco em 1839, que foi seguido por uma série de obras que tratam de forma mais ou menos humorística da vida na cidade de Nova York.

## Lista de trabalhos selecionados
- The Adventures of Harry Franco: A Tale of the Great Panic (1839)
- The Haunted Merchant (1843)
- Bankrupt Stories (1843)
- Working a Passage, or Life in a Liner (1844)
- The Trippings of Tom Pepper; or, The Results of Romancing, an Autobiography (1847)
- Asmodeus; or, The iniquities of New York (1849)